# Война Сен-Сардо
Война Сен-Сардо (фр. Guerre de Saint-Sardos) — вооруженный конфликт между Англией и Францией в 1324—1327 годах, вспыхнувший из-за пограничного спора в Аквитании. Стал своеобразной прелюдией к Столетней войне.

## Предыстория конфликта
После длительной серии англо-французских войн в XII—XIII веках, в 1259 году был заключен Парижский договор, подводивший черту под вековым конфликтом. Мир, однако, не решил всех проблем, так как Людовик IX пообещал возвратить в состав принадлежавшей английскому королю Аквитании некоторые земли (Сентонж «за Шарантой», Керси и Ажене на территории Тулузского графства) в случае если Альфонс де Пуатье и Жанна Тулузская, которым принадлежали эти владения, умрут бездетными. В 1271 году так и случилось, но Филипп III не торопился отдавать обещанные земли. Только Парижское соглашение в ноябре 1286 года уладило это дело. Тем не менее, границы Аквитании оставались (что обычно для тех времен) довольно неточными. Переплетение прав и наличие привилегированных анклавов порождало мелкие территориальные споры. Чиновники французского короля — сенешали Сентонжа, Пуату и Перигора — не упускали случая узурпировать герцогские права по ту сторону границы.
Англичане и французы, опасаясь друг друга, начали строить в пограничных районах замки и бастиды, в результате чего от Сентонжа до средней Гаронны через Перигор, Керси и Ажене по сельской местности протянулась двойная линия укреплений. Первым начал их возводить Альфонс де Пуатье; Эдуард I применил в этих работах, особенно при возведении замка Ла-Реоль, опыт, приобретенный им в Святой земле и уже использовавшийся в Уэльсе. В первой четверти XIV века это строительство с той и другой стороны ещё продолжалось, создавая напряжение, чреватое войной.

## Инцидент в Сен-Сардо
Деревня Сен-Сардо, в самом сердце Ажене, принадлежала герцогу Аквитанскому. Она господствовала над долиной Ло и могла послужить заслоном для места слияния Ло и Гаронны. В её окрестностях находился бенедиктинский монастырь Сарла. В 1318 году его аббат подал прошение, чтобы Парижский парламент вывел Сен-Сардо из-под юрисдикции английского короля, и предложил построить там бастиду. Французы ухватились за это предложение и в декабре 1322 года парламент высказался в пользу аббата. 15 октября 1323 года королевский сержант прибыл в Сен-Сардо и установил там вооруженный пост. Местные землевладельцы были не слишком довольны. Они боялись, что новая бастида привлечет поселенцев из их собственных владений и таким образом уменьшит их доходы.
В ночь с 15 на 16 октября гасконский сеньор Раймон-Бернар, сир де Монпеза, совершил набег на Сен-Сардо. Он разрушил бастиду до основания, перебил всех французских подданных, которых нашёл в деревне, повесил сержанта и нескольких видных жителей, увёл других в плен и увёз в свой замок все ценное.
У Эдуарда II было слишком много проблем дома, а потому, узнав о происшедшем, он направил французам письмо, в котором заявлял о своей непричастности и приносил извинения. Французы ему не поверили. Ральф Бассет, 2-й барон Бассет де Драйтон, сенешаль Гаскони, высшее английское должностное лицо в провинции, встречался с Раймоном-Бернаром всего за два дня до набега. Его обвинили в организации преступления и, весьма вероятно, что он был виновен.
В январе 1324 года Карл IV Красивый направился в Лангедок, чтобы заручиться поддержкой дворян и коммун в конфликте с королём-герцогом. Он явился с огромной свитой, в сопровождении жены, Марии Люксембургской, короля Богемии, своего шурина, и Карла Валуа, своего дяди. 8 января король прибыл в Кагор, затем проследовал через Монтобан в Тулузу, куда прибыл в конце месяца. В начале февраля король созвал в Тулузе ассамблею сеньоров Лангедока. Туда были приглашены граф Жан I д’Арманьяк, граф Гастон II де Фуа, Бернар Эзи V, сир д’Альбре, со своим сыном, Аршамбо IV, граф де Перигор, Раймон де Пон, епископы Тулузы и Кондома.
Англичане пытались уладить конфликт и в марте 1324 года отозвали Бассета, а в апреле отправили посольство во Францию во главе с Эдмундом Вудстоком, графом Кентским, и архиепископом Дублина. Тем временем Карл IV приказал к июню собрать войска на границе Аквитании. В Париже послы пообещали выдать сира де Монпеза и его сообщников, после чего направились в Бордо, в сопровождении французских чиновников. Достигнув границы Гаскони, они узнали, что действия французского короля вызвали сильное негодование среди местной знати и решили не выполнять соглашения. Французским должностным лицам угрожали смертью, и те были вынуждены возвратиться с пустыми руками. К тому же английский король тянул с принесением оммажа за Гиень. Эдуард II направил во Францию новых послов, но было уже поздно; Карл IV в июне объявил о конфискации герцогства.

## Война
В августе армия Карла Валуа, назначенного лейтенантом короля в Лангедоке, вступила в Аквитанию, где у англичан было мало войск. К французам присоединилась местная знать: графы Фуа, Арманьяк, Перигор и другие, те, что участвовали в ассамблее. Войско достигало 7 тыс. человек. Кампания продолжалась менее шести недель. Ажен добровольно открыл ворота. Разас, Кондом и города графства Гор последовали его примеру. Самое сильное сопротивление оказал граф Кентский в крепости Ла Реоль, которую Валуа осадил 25 августа. Это было мощное укрепление с тройной стеной, построенное на высокой скале на берегу Гаронны. Первый приступ был неудачным, после чего граф начал правильную осаду. Крепость была плотно обложена, к тому же французы применили новинку того времени — артиллерию — и сумели проделать брешь в стене. После этого Карл Валуа объявил, что, если город не сдастся, то он начнёт штурм через четыре дня. Эдмунду пришлось вступить в переговоры. Помощи из Англии он так и не дождался, так как Хью ле Диспенсер Старший не смог её направить (у него не хватило денег для выплаты войскам и те взбунтовались). Крепость сдалась 22 сентября на условиях сохранения жизни и имущества гарнизону и жителям. Договорились о перемирии до первого воскресенья после Пасхи (14 апреля) 1325 года. Принцу Эдмунду позволили отправиться в Англию и просить короля принять требования Карла Красивого. В случае неудачи он обещал вернуться во французский плен, а в качестве гарантии своего слова оставил в заложниках четверых рыцарей.
Замок Монпеза был взят и разрушен до основания. Король Карл был милостив к жене и детям сира де Монпеза; он хотел только, чтобы разрушенная бастида была восстановлена за их счёт. В результате кампании 1324 года в руках англичан из крупных пунктов остались только Бордо, Байонна и Сен-Север.

## Переговоры
В 1325 году Эдуард II направил во Францию для переговоров свою жену Изабеллу (сестру французского короля) и сына. В мае 1325 года Карл IV по просьбе папы и сестры согласился вернуть конфискованные фьефы. Предложение папы, поддержанное французским двором, состояло в передаче Аквитании наследнику английского короля. Эдуард II передал герцогство сыну и Карл IV одобрил эту передачу на условии выплаты 60 тыс. ливров рельефа, и 10 сентября дал принцу инвеституру на Аквитанию и Понтьё.
Однако французский король предоставил ему во фьеф только прибрежные области, оставив себе Ажене. Эдуард II не согласился с этим и дезавуировал действия своей жены, отобрав Аквитанию у наследника и вернув под управление королевских чиновников. Карл IV, уже начавший вывод войск, велел снова оккупировать герцогство.
Став королём, Эдуард III заключил с французами 31 марта 1327 года «окончательный мир», по условиям которого король Франции возвращал герцогство и амнистировал всех гасконских «мятежников», кроме восьми баронов, которых следовало изгнать, а их замки снести. Эдуард обязывался выплатить в дополнение к рельефу ещё и репарации в 50 тыс. ливров. Вывод войск был отложен до выплаты этих денег и в руках французов оставались Ажене, а также Базаде за Гаронной. Владения англичан сократились до участка морского побережья между устьем Шаранты и Пиренеями.

## Война бастардов
Тем временем, пока шли переговоры, Ажене подверглось нападению гасконских банд, называвших себя «английскими». Грабежи и разбои приняли такой размах, что королевская власть была вынуждена вмешаться. В 1326 году лейтенанту короля в Лангедоке Альфонсу де ла Серда было поручено заняться наведением порядка. Кампанию в Ажене назвали «войной бастардов» (guerre des bâtards), потому что иррегулярные формирования, опустошавшие край, часто возглавлялись младшими отпрысками благородных семей. Для борьбы с ними были стянуты отряды из Тулузы, Перигора, Керси, Ажене и Руэрга во главе с сенешалями. Графы Жан I д’Арманьяк и Гастон II де Фуа также присоединились.
В ходе кампании летом — осенью 1325 года Альфонс де ла Серда последовательно взял города Тоннен (9 августа), Пюигийем (11 сентября), и Кондом (5 октября) и пленил одного из главарей бандитов — Жана д’Арманьяка, по прозвищу «Война» (La Guerre), внебрачного сына Бернара VI. Затем операции приостановились, так как у французов кончились деньги для выплаты войскам. Только сменивший Альфонса в январе 1327 года Робер VIII Бертран, сеньор де Брикбек, маршал Франции, завершил кампанию.

## Переговоры об оммаже
Когда в 1328 году Филипп VI Валуа занял французский трон, он проконсультировался с Королевским Советом, который высказал мнение, что конфисковать герцогство Гиень пока нельзя, но присвоить доходы с него до принесения оммажа позволительно. В Англию было послано новое требование. В июне 1329 года короли встретились в Амьене и 6 июня Эдуард принес оммаж. Филипп оговорил, что эта присяга не касается земель, отчуждённых Карлом IV, в частности Ажене, но Эдуард выразил протест, заявив, что не отказывается от этих территорий. В результате оммаж сопровождался таким количеством оговорок, что не решил проблемы. После этого Филипп решил добиться принесения присяги на более чётких условиях. В феврале 1330 года в Париже состоялось совещание экспертов по этому вопросу. Эдуард в свою очередь велел провести изыскания в архивах, чтобы выяснить, к чему его на самом деле обязывает принесенный оммаж.
В результате 30 марта 1331 года Эдуард III признал, что обязан за Гиень тесным оммажем (hommage lige), а затем, переодевшись купцом, инкогнито отправился во Францию. В апреле неподалеку от Пон-Сен-Максанса он встретился с Филиппом VI. На переговорах Эдуард добился обещания денежной компенсации за неправомерное разрушение замка Сент. Также он получил разрешение не сносить крепости, которые его обязывал разрушить договор 1327 года. Казалось, вопрос улажен, но в сентябре 1331 года английский парламент заявил, что король не должен был так легко соглашаться на сокращение территории герцогства. Парламента дела Гиени не касались, но он предоставлял кредиты на ведение войны, а потому с его мнением следовало считаться. Опять начались долгие переговоры, а тем временем на местах происходили всё новые инциденты. В 1334 году мир уже почти был заключён, но тут Филипп VI вызвал английских послов к себе и потребовал, чтобы его условия распространялись также на его союзника, короля Шотландии Давида Брюса.
Такое наглое требование никак не могло способствовать заключению договора. Скорее оно могло убедить англичан в том, что французы вовсе не хотят мира.

## Итоги
Лёгкость победы, одержанной над англичанами, внушила французскому правительству ложную уверенность в том, что сочетания политического давления с военными демонстрациями будет достаточно для того, чтобы постепенно присоединить Гиень к французской короне. Французы были убеждены в своем военном превосходстве и никак не могли ожидать, что взятый ими агрессивный политический курс приведёт к катастрофе.

## В беллетристике
Осада Ла-Реоля описана в романе Мориса Дрюона «Французская волчица» (La Louve de France) из цикла Проклятые короли.